# بعد الأرض
بعد الأرض (بالإنجليزية: After Earth)‏ هو فيلم خيال علمي وأكشن أمريكي 2013 من إخراج وكتابة بالأشتراك إم. نايت شيامالان، وبطولة ويل سميث وأبنه جيدن سميث. تدور أحداث الفيلم بعد مرور الف عام على دمار كوكب الأرض بعد أحداث كارثية، ولجوء البشر إلى كوكب آخر، تتحطم المركبة الفضائية لأب وابنه ليضطروا للهبوط على كوكب الأرض الذي لم يسكنه إنسان منذ الف عام والذي تتطور خلال هذه الفترة ليصبح الآن كوكب غامض وخطير للغاية غير مرحب بأي إنسان وحيث أن الأب مصاب بشدة يكون على كاهل الابن البالغ من العمر 13 عام أن يحارب من اجل حياتهم وبقائهم.
استقبل الفيلم بمراجعات سلبية جداً من النقاد، حالياً يحمل نسبة 11% من مرجعات إيجابية فقط على موقع الطماطم الفاسدة بنائاً على 172 مراجعة، مع متوسط تقييم 10/3.8.

## وصلات خارجية
- الموقع الرسمي
- بعد الأرض في قاعدة بيانات الأفلام العربية
- بعد الأرض على موقع IMDb (الإنجليزية)
- بعد الأرض على موقع ميتاكريتيك (الإنجليزية)
- بعد الأرض على موقع روتن توميتوز (الإنجليزية)
- بعد الأرض على موقع نتفليكس (الإنجليزية)
- بعد الأرض على موقع قاعدة بيانات الأفلام العربية
- بعد الأرض على موقع ألو سيني (الفرنسية)
- بعد الأرض على موقع Turner Classic Movies (الإنجليزية)
- بعد الأرض على موقع أول موفي (الإنجليزية)
- بعد الأرض على موقع بوكس أوفيس موجو (الإنجليزية)
- بعد الأرض على موقع فيلمافينيتي (الإسبانية)